# Little Lies
«Little Lies» es una canción de la banda británica de rock Fleetwood Mac, compuesta por la vocalista y teclista Christine McVie junto a su esposo Eddy Quintela para el álbum Tango in the Night de 1987. En agosto del mismo año se extrajo como tercer sencillo de este, a través de Warner Bros. Records.
Fue el tema de mayor éxito del álbum en las listas estadounidenses, ya que alcanzó el primer puesto en los Hot Adult Contemporary Tracks, el cuarto en los Billboard Hot 100 y el decimocuarto en los Mainstream Rock Tracks. Por otro lado, en el Reino Unido se situó en el quinto puesto de los UK Singles Chart, y además logró la primera posición en Polonia.
Se editó en los dos formatos más extendidos por aquella época: el vinilo de 7" y el de 12". El primero incluyó la versión original de la canción, además del tema Ricky, compuesto por Christine junto a Lindsey Buckingham, y que no se incluyó en el álbum, mientras que el vinilo de 12" incluyó la versión larga y la dub junto con Ricky.
Además ha sido versionada por otros artistas, como la banda de indie rock The Jane Bradfords, la sueca Anna Ternheim y los estadounidenses Mindy Smith y Ari Hest, entre otros. En 2016, la cantante y actriz estadounidense Hilary Duff la versionó para la promoción de la segunda temporada de la serie Younger. Así mismo, fue versionada por el grupo The Corrs convirtiendo esta canción como una de las más conocidas de la banda.

## Músicos
- Christine McVie: voz principal y coros, sintetizadores
- Lindsey Buckingham sintetizadores y coros
- Stevie Nicks: coros
- John McVie: bajo
- Mick Fleetwood: batería y maracas